# Szegedi Gergely (ferences szerzetes)
Szegedi Gergely (? − Nagyvárad, 1550. május 4.) Szent Ferenc-rendi szerzetes, tartományfőnök.

## Életútja
A Sorbonne-on tanult és szerzett diplomát. 1495–től 1517-ig győri kisprépost volt. 1501. szeptember 8-tól sebasteni felszentelt püspök. 1510−1511-ben mint váci kanonok iratkozott be a krakkói egyetemre, 1511 és 1513 között Krakkóban tanult, 1513-ban győri segédpüspök, majd 1521 és 1536 között kanonok volt. Ellenezte a reformációt. 1523-ban királyi biztos volt Sopronban. 1524-ben II. Lajos Budán kelt rendelete Szegedi Gergely ferences rendi szerzetest jelölte ki a lutheri eszmék jelentkezésének kivizsgálására. 1531-ben Kassán nagy viták folytak a ferences rendi Szegedi Gergely és Dévai Bíró Mátyás között, aki 1535-ben elkészítette Szegedi tételeinek cáfolatát. 1538-ban Váradon volt az első nyilvános hitvita a ferences szerzetes Szegedi Gergely és a kassai Szántai István között. 1531−1533-ban a mariánusok pécsi hittudományi iskolájában volt előadó. 1533-ban Nagyváradon Martinuzzi György pártfogásával a ferencesrend definitora, majd 1546-ban a rend provinciálisa, 1533-ban guardián, majd 1548-ban ismét megválasztották provinciálisnak.